# Dietlesmühle
Die Dietlesmühle ist einer von 22 Ortsteilen der baden-württembergischen Gemeinde Ellenberg, die im Ostalbkreis liegt.

## Geografie
Der Wohnplatz liegt südlich des Waldstückes Eberich am Ufer des Gerbaches, der bei der Aumühle in die Rotach einmündet. Die Dietlesmühle befindet sich auf einer Höhe von 466 m ü. NN und ist etwa zweieinhalb Kilometer von dem südsüdwestlich gelegenen Ellenberg entfernt.

## Geschichte
Die erste urkundliche Erwähnung der Dietlesmühle fand 1481 unter dem Namen Dietterstetten statt, in einer weiteren Nennung wird der Ort 1624 als Diettlensmuhlen bezeichnet. 1663 ging die bis dahin dem Spital der Reichsstadt Dinkelsbühl gehörende Ortschaft in den Besitz der Fürstpropstei Ellwangen über, bei der sie bis zum Ende des Heiligen Römischen Reiches verblieb. Mit der im Jahr 1802 erfolgten Säkularisation der Fürstpropstei wurde die Dietlesmühle zwangsweise vom Königreich Württemberg in Besitz genommen und gehörte danach zum neu geschaffenen Oberamt Ellwangen. Durch die zu Beginn des 19. Jahrhunderts im Königreich Württemberg durchgeführten Verwaltungsreformen wurde sie zu einem Bestandteil der eigenständigen Landgemeinde Ellenberg, zu der auch noch 18 weitere Ortschaften gehörten.

## Verkehr
Der Anschluss an das öffentliche Straßenverkehrsnetz wird durch eine Stichstraße hergestellt, die etwa 250 Meter südlich der Dietlesmühle von der von Breitenbach zur Landesstraße L 2220 führenden Verbindungsstraße abzweigt.